# Bäcks församling
Bäcks församling var en församling i Skara stift och i Töreboda kommun. Församlingen uppgick 2010 i Fredsberg-Bäcks församling.

## Administrativ historik
Församlingen har medeltida ursprung.
Församlingen var till 1957 annexförsamling i pastoratet Fredsberg, Bäck och Björkäng/Töreboda som även till omkring 1580 omfattade Kyrketorps församling. Från 1961 till 2010 var den annexförsamling i pastoratet Töreboda, Fredsberg och Bäck som från 1995 till 2002 även omfattade Halna församling. Församlingen uppgick 2010 i Fredsberg-Bäcks församling.

## Kyrkor
- Bäcks kyrka